# NGC 2402
NGC 2402 ist ein Galaxienpaar im Sternbild Kleiner Hund am Nordsternhimmel. Es ist rund 230 Millionen Lichtjahre von der Milchstraße entfernt.
Das Objekt wurde am 11. März 1784 von Wilhelm Herschel als ein Objekt entdeckt.